# 福島千里
福島 千里（ふくしま ちさと、1988年6月27日 - ）は、日本の元陸上競技選手、陸上競技指導者。専門は短距離。北京・ロンドン・リオデジャネイロオリンピック日本代表。女子100mの日本記録保持者。

## 人物・経歴
北海道中川郡幕別町に生まれ。細身でピッチ型の走りをする選手であり、日本人以外の選手並み、あるいはそれ以上のスタートダッシュが大きな武器である。
陸上競技は小学4年の時に始める。小学校時代の実力は道大会でやっと決勝に残る程度だったという。陸上競技を始めた同時期にスピードスケート（距離は500m）も始めたが小学校の間しかやっていない。しかし、この経験がスタートダッシュ時のバランスや強靭な脚力に影響を与えている。
幕別町立糠内中学校時代からジュニアオリンピックなど全国大会に出場。中学3年生の時（2003年）から高校3年生（2006年）までの4年間、全中とインターハイにおいて女子100mでいずれも同い年の髙橋萌木子に敗北。自身も全国大会で実績はあげていたものの、高橋や中村宝子の影に隠れる形となっていた。
北海道帯広南商業高等学校を卒業後、2007年に北海道ハイテクノロジー専門学校（情報システム学科）に進学。同校の陸上競技部（北海道ハイテクAC）に籍を置き中村宏之コーチの元で選手活動を続けている。2009年に卒業後は、そのまま同校の職員となる。2016年、最終目標としていたリオデジャネイロオリンピック終了後、福島の去就が注目される。
2017年、1月20日付で北海道ハイテクACを退団、北海道ハイテクノロジー専門学校も退職し、同時にプロ活動の開始を宣言

。所属をファーストトラック株式会社 に変更する(陸連登録は札幌陸協) 。
2018年1月11日、セイコーホールディングス本社にて会見、1月1日付で同社に入社、所属社員選手として競技を継続することを発表。神奈川県内に拠点を置き、仲田健トレーナー の指導の下、同社所属の山縣亮太とチームを組むこととなる

。
2021年3月14日、セイコーの籍はそのままで、順天堂大学大学院スポーツ健康科学研究科に進学する事が報道された。
2022年1月29日、現役引退を表明した。
家族の中で母親は陸上経験があり、種目は短距離だったという。
2024年1月23日に日本陸上競技連盟は東京で行われる2025年世界陸上競技選手権大会のロゴの選定委員に選ばれた。

### 記録

#### 2008年
2008年、好タイムをマークし始めて頭角を現す。
- 4月28日、広島広域公園陸上競技場で行われた織田記念陸上女子100mで、二瓶秀子が2001年に記録した11秒36に並ぶ日本タイ記録をマーク。北京オリンピック参加標準記録Bを突破。
- 6月29日、川崎市の等々力陸上競技場で行われた第92回日本陸上競技選手権大会女子100mで、参加標準記録Aは突破できなかったものの、11秒48で初優勝を飾る。
- 7月6日、函館市で行われた南部忠平記念陸上競技大会女子100mで、前週の日本選手権よりは悪いタイムであったが優勝。日本陸上競技連盟にシーズンでの急成長と将来性を高く評価され、北京オリンピックの短距離（女子100m）代表となる[19]。陸上女子100mのオリンピック代表は日本では1952年ヘルシンキオリンピックの吉川綾子以来56年ぶり。
- 8月16日、北京オリンピック女子100mでは11秒74で1次予選敗退。
- 9月23日、川崎市等々力陸上競技場で行われたスーパー陸上大会女子100mで優勝（11秒70）。これは、日本で開催された陸上競技国際大会の100mにおいて、日本女子史上初の優勝。

#### 2009年
2009年、他の選手からマークされる中で記録を塗り替えている。
- 5月3日、静岡国際陸上競技大会女子200mで23秒14の日本新記録（当時）で優勝。
- 6月7日、鳥取県立布勢総合運動公園で地元の大会と同時開催されたスプリント挑戦記録会の女子100mでは、第一レースで11秒28、第二レースで11秒24と1日で日本記録を2回連続で更新。同時に世界選手権の参加標準記録A（11秒30）を突破。
- 6月26日、広島広域公園陸上競技場で行われた日本選手権女子200mで、23秒00と自身の日本記録を0秒14短縮して初優勝。これは世界選手権の参加標準記録Aと同タイムである（同タイムなら突破として扱われる）。28日の100mでは準決勝後に右鼠蹊部の張りを訴え、決勝を棄権。
- 8月16日、ベルリンで行われた世界選手権女子100m1次予選で11秒52で1次予選突破。2次予選は11秒43と記録を伸ばしたが敗退する。世界選手権での2次予選進出は日本女子100m史上初、オリンピックを含めても1932年のロサンゼルスオリンピックに出場した渡辺すみ子以来77年ぶりのこと[20]。
- 11月11日、アジア選手権女子100mにおいて、11秒27で優勝。

#### 2010年
2010年は、シーズン開始と共に記録を伸ばしている。
- 4月29日、広島広域公園陸上競技場での織田記念陸上女子100mで自らが持つ11秒24を0秒03更新する11秒21の日本新記録で優勝[21]。
- 5月3日、静岡スタジアムでの静岡国際陸上競技大会女子200mで、前年（2009年）6月の日本選手権における自身の日本記録を0秒11更新し、日本女子選手初の22秒台となる22秒89（向かい風0.2 m/s）をマークして優勝[22]。
- 5月8日、大阪市・長居陸上競技場で行われたIAAFグランプリ大阪大会では、女子100mで自己記録3番目と同タイムの11秒27で2位に入賞（優勝は11秒02でジャマイカのベロニカ・キャンベル＝ブラウン）。
- 11月22日、広州アジア競技大会第11日目、陸上女子100mで11秒33を記録し、グゼル・フビエワを僅かの差で差し切り、金メダルを獲得[23]。この種目での日本選手の優勝は1966年バンコク大会の佐藤美保以来44年ぶりとなった。大会14日目の25日には200mも制し、日本女子選手初の100、200短距離2冠を達成。
- 12月15日、日本陸上競技連盟のアスレティック・アワードで2010年のアスリート・オブ・ザ・イヤー（年間最優秀選手）に選ばれる。

#### 2011年
2011年は、アジア最速の実力を維持している。
- 6月、日本選手権で100m、200mの2冠を達成。
- 8月28日、テグ（韓国）で行われた世界選手権女子100mでは、予選を11秒35の4組2着で突破、同29日の準決勝は11秒59の3組8着で敗退した[24][25]。9月1日、同200mでは、予選を23秒25の1組5着で突破、同日の準決勝は23秒52の1組8着で敗退した[26][27]。100mでの準決勝進出は世界選手権では日本人女子初、オリンピックを併せると1932年ロサンゼルスオリンピックでの渡辺すみ子以来79年ぶり、200mでの準決勝進出は世界選手権・オリンピック通じて初となった[28][29]。

#### 2012年
2012年は、本格的トラックシーズンを前にして世界室内陸上競技選手権大会に出場。3月10日の女子60m予選で7秒29をマークし、伊藤佳奈恵（北海道恵庭北高等学校）ら3選手が保持していた7秒40のタイムを0秒11更新し、自身初となる室内日本記録を樹立した。同種目で日本女子初の準決勝に進出したが、インフルエンザのため準決勝は欠場した。6月、第96回日本選手権において2年連続で100m、200mの2冠を達成し、両種目でロンドンオリンピック出場が決まった。8月、ロンドンオリンピック100mは11秒41で、200mは24秒14で予選敗退。1964年東京オリンピック以来48年ぶりに出場した日本チームの一員として400mリレーにも出場し、44秒25で予選敗退。

#### 2013年
2013年、第97回日本選手権で3年連続の短距離2冠を達成。アジア選手権100mで2位。世界選手権は200mのみ出場。10月の国民体育大会では北海道陸上協会の推薦を受けて400mに出場したが、56秒26の予選3組5着に終わった。

#### 2014年
2014年、第98回日本選手権で4年連続の短距離2冠。仁川アジア競技大会でも連覇を狙ったが、100mは11秒49で韋永麗（中国）に100分の1秒差及ばず2位。200mでは3位だった。

#### 2015年
2015年、アジア選手権（武漢）の100mでは追い風参考ながら11秒23の好記録で2009年大会以来3大会ぶりとなる金メダルを獲得。第99回日本選手権で5年連続の短距離2冠。7月のワールドチャレンジミーティング（マドリード）では日本国外での日本人選手最高記録となる11秒25をマーク。
8月の世界選手権（北京）では、100m予選第7組で日本国外での日本人選手記録をさらに更新する11秒23で3着に入り、2大会ぶりに準決勝へ進出。準決勝は第2組で11秒32の7着。

#### 2016年
4月の織田記念は100m決勝で右ふくらはぎけいれんのため棄権、続く5月の静岡国際とセイコーゴールデングランプリも棄権した。しかし6月に開催された第100回日本選手権では25日の100m決勝で11秒45で7連覇を、翌26日の200m決勝では6年ぶりに自身の持つ日本記録を更新する22秒88で6年連続の短距離2冠を達成し、リオデジャネイロオリンピック日本代表入りが決定した。女子100mの3大会連続日本代表選出は史上初である。オリンピックでは100mと200mに出場予定であったが、アメリカ・ニュージャージー州での合宿中に左太もも裏を負傷したため100mを欠場し、200mに専念することになった。結果は23秒21で予選敗退。

#### 2017年
今シーズンも序盤から足のけいれんに苦しみ、4月の織田記念を棄権。5月のセイコーゴールデングランプリはウォーミングアップ中にけいれんを起こして6位。日本選手権は100mで2位、200mで5位となり、いずれも連覇が途切れた。南部忠平記念では100mで優勝し、11秒36のシーズンベストを記録したが、世界選手権参加標準記録には届かなかった。

### エピソード
同じ女子短距離の北風沙織は大学を卒業後、職員として北海道ハイテクノロジー専門学校に就職。当時、福島はまだ生徒であったため、学校では職員と生徒、クラブではチームメイトという関係であった。その後、福島が卒業後に同校に就職したことにより職場でも同僚となった。
中学3年の全国大会で知り合い、互いに鎬を削る高橋萌木子とは「チイ」「モモコ」と呼び合う友人関係である。
2008年年末に放送された北海道文化放送「スポーツワイド Fの炎〜SPORT HOKKAIDO〜」の特別企画として、当時コンサドーレ札幌所属だった藤田征也と100m対決を行い、手動計時で11秒44を記録して0.1秒差で勝利した（藤田は11秒54）。
2011年に公開されたボクシング映画「あしたのジョー」で、北海道地区のアスリートを代表して「あしたのジョー応援団北海道支部長」に任命された（5地区のうちボクサー以外から選ばれたのは札幌と名古屋〈楢﨑正剛〉の2地区）。試写会で山下智久（当時NEWS）ら出演者とともに登場した。
スピードスケートバンクーバーオリンピック日本代表の髙木美帆は同じ幕別町出身で高校でも後輩に当たる。地元で開かれたロンドンオリンピック壮行会では髙木が花束贈呈役となった。

## 主な成績

### 100m
| 年   | 大会                                  | 場所                      | 結果 | 記録   | 風速 | 備考                                            |
| ---- | ------------------------------------- | ------------------------- | ---- | ------ | ---- | ----------------------------------------------- |
| 2002 | ジュニアオリンピック                  | 横浜市                    | 8位  | 13秒03 | +0.3 | 準決勝2組                                       |
| 2003 | 全日本中学校選手権                    | 札幌市                    | 2位  | 12秒74 | -3.5 |                                                 |
| 2004 | インターハイ                          | 出雲市                    | 3位  | 11秒97 | +1.8 | 準決勝1組                                       |
| 2005 | インターハイ                          | 千葉市                    | 4位  | 12秒75 | -4.7 | 予選4組                                         |
| 2005 | 世界ユース選手権                      | マラケシュ（モロッコ）    | 4位  | 11秒95 | +0.2 | 準決勝1組                                       |
| 2005 | 国民体育大会                          | 岡山市                    | 4位  | 11秒94 | +1.9 |                                                 |
| 2006 | 日本ジュニア選手権                    | 出雲市                    | 1位  | 11秒73 | -1.1 | 大会記録                                        |
| 2006 | 世界ジュニア選手権                    | 北京（中国）              | 7位  | 12秒11 | -1.8 | 準決勝3組                                       |
| 2006 | インターハイ                          | 大阪市                    | 2位  | 11秒73 | -0.3 |                                                 |
| 2006 | 国民体育大会                          | 神戸市                    | 3位  | 11秒88 | +0.7 |                                                 |
| 2007 | 静岡国際陸上                          | 袋井市                    | 5位  | 11秒83 | +0.3 |                                                 |
| 2007 | IAAFグランプリ大阪大会                | 大阪市                    | 9位  | 11秒83 | +0.7 |                                                 |
| 2007 | 東日本実業団選手権                    | 熊谷市                    | 1位  | 11秒47 | +6.0 | 追い風参考記録                                  |
| 2007 | 日本選手権                            | 大阪市                    | 8位  | 12秒87 | 0.0  |                                                 |
| 2008 | 織田記念陸上                          | 広島市                    | 1位  | 11秒36 | +1.7 | 日本タイ記録                                    |
| 2008 | IAAFグランプリ大阪大会                | 大阪市                    | 3位  | 11秒56 | +1.2 |                                                 |
| 2008 | 日本選手権                            | 川崎市                    | 1位  | 11秒48 | +0.4 |                                                 |
| 2008 | 南部記念陸上                          | 函館市                    | 1位  | 11秒49 | +1.5 |                                                 |
| 2008 | オリンピック                          | 北京（中国）              | 5位  | 11秒74 | -1.4 | 1次予選                                         |
| 2008 | スーパー陸上                          | 川崎市                    | 1位  | 11秒70 | 0.0  |                                                 |
| 2009 | 織田記念陸上                          | 広島市                    | 1位  | 11秒23 | +2.2 | 追い風参考記録                                  |
| 2009 | IAAFグランプリ大阪大会                | 大阪市                    | 2位  | 11秒56 | -0.9 |                                                 |
| 2009 | 布勢スプリント                        | 鳥取市                    | 1位  | 11秒24 | +1.9 | 日本新記録 第1レース：11秒28(+0.8)              |
| 2009 | 日本選手権                            | 広島市                    | DNS  | -      | +1.0 | 予選：11秒32(+1.5) 準決勝：11秒36(+1.0)         |
| 2009 | 世界選手権                            | ベルリン（ドイツ）        | 7位  | 11秒43 | +0.8 | 2次予選 国外日本人最高記録                      |
| 2009 | スーパー陸上                          | 川崎市                    | 2位  | 11秒42 | -0.8 |                                                 |
| 2009 | アジア選手権                          | 広州（中国）              | 1位  | 11秒27 | -1.0 | 国外日本人最高記録 準決記録11秒29(+0.8)         |
| 2010 | 織田記念陸上                          | 広島市                    | 1位  | 11秒21 | +1.7 | 日本新記録                                      |
| 2010 | IAAFグランプリ大阪大会                | 大阪市                    | 2位  | 11秒27 | -0.1 |                                                 |
| 2010 | 日本選手権                            | 丸亀市                    | 1位  | 11秒30 | +0.9 |                                                 |
| 2010 | 布勢スプリント                        | 鳥取市                    | 1位  | 11秒47 | 0.0  | 第1レース：11秒24(+0.3)                         |
| 2010 | 南部記念陸上                          | 札幌市                    | 1位  | 11秒28 | -0.1 |                                                 |
| 2010 | Spitzen Leichathletik Luzern          | ルツェルン（スイス）      | 3位  | 11秒30 | +1.4 |                                                 |
| 2010 | Memorial Humberset 2010 Swiss Meeting | フリブール（スイス）      | 1位  | 11秒32 | +1.3 |                                                 |
| 2010 | 46th Palio Citta della Quercia        | ロヴェレート（イタリア）  | 1位  | 11秒65 | -3.3 | serieB(race B)                                  |
| 2010 | IAAFコンチネンタルカップ              | スプリト（クロアチア）    | 6位  | 11秒42 | +1.4 |                                                 |
| 2010 | スーパー陸上                          | 川崎市                    | 2位  | 11秒48 | -0.3 |                                                 |
| 2010 | 国民体育大会                          | 千葉市                    | 1位  | 11秒26 | +0.5 | 大会新                                          |
| 2010 | アジア大会                            | 広州（中国）              | 1位  | 11秒33 | +1.2 |                                                 |
| 2011 | 日本選手権                            | 熊谷市                    | 1位  | 11秒39 | -0.6 |                                                 |
| 2011 | 布勢スプリント                        | 鳥取市                    | 1位  | 11秒16 | +3.4 | 追い風参考記録 第1レース：11秒24(-0.3)          |
| 2011 | 世界選手権                            | 大邱（韓国）              | 8位  | 11秒59 | -1.5 | 準決勝3組 予選4組11秒35(+0.1)2着通過            |
| 2011 | 国民体育大会                          | 山口市                    | 1位  | 11秒24 | +1.6 | 大会新                                          |
| 2012 | 織田記念陸上                          | 広島市                    | 1位  | 11秒34 | +0.3 | 予選11秒36(+0.6)                                |
| 2012 | ゴールデングランプリ川崎              | 川崎市                    | 3位  | 11秒39 | +0.1 |                                                 |
| 2012 | 日本選手権                            | 大阪市                    | 1位  | 11秒45 | 0.0  | 3年連続優勝                                     |
| 2012 | オリンピック                          | ロンドン（イギリス）      | 5位  | 11秒41 | +2.2 | 予選5組                                         |
| 2012 | 国民体育大会                          | 岐阜市                    | 1位  | 11秒55 | +0.6 | 3年連続優勝                                     |
| 2013 | 織田記念陸上                          | 広島市                    | 2位  | 11秒36 | +2.3 |                                                 |
| 2013 | ゴールデングランプリ東京              | 東京都                    | 4位  | 11秒56 | -2.4 |                                                 |
| 2013 | 日本選手権                            | 調布市                    | 1位  | 11秒41 | 0.0  | 4年連続優勝 予選：11秒38(+1.9）                 |
| 2013 | アジア選手権                          | プネー（インド）          | 2位  | 11秒53 | -0.3 |                                                 |
| 2013 | 国民体育大会                          | 調布市                    | 1位  | 11秒66 | -0.5 | 4年連続優勝                                     |
| 2014 | 日本選手権                            | 福島市                    | 1位  | 11秒69 | -0.3 | 5年連続優勝                                     |
| 2014 | デカネーション                        | アンジェ（フランス）      | 4位  | 11秒62 | +0.3 |                                                 |
| 2014 | アジア競技大会                        | 仁川（韓国）              | 2位  | 11秒49 | -0.5 |                                                 |
| 2014 | 国民体育大会                          | 諫早市                    | 1位  | 11秒41 | -0.1 | 5年連続優勝 予選：11秒30(+0.3）                 |
| 2015 | アジア選手権                          | 武漢（中国）              | 1位  | 11秒23 | +2.5 | 準決勝:11秒28(+1.4)                             |
| 2015 | 日本選手権                            | 新潟市                    | 1位  | 11秒50 | -0.3 | 6年連続優勝                                     |
| 2015 | マドリード・ミーティング              | マドリード（スペイン）    | 5位  | 11秒25 | +1.7 | 予選1組、国外日本人最高記録                     |
| 2015 | Spitzen Leichathletik Luzern          | ルツェルン（スイス）      | 6位  | 11秒34 | 0.0  | A組                                             |
| 2015 | ナイトオブアスレチックス              | ﾋｭｰｽﾃﾞﾝｿﾞﾙﾀﾞｰ（ベルギー） | 2位  | 11秒37 | +1.6 |                                                 |
| 2015 | 世界選手権                            | 北京                      | 7位  | 11秒32 | +0.9 | 準決勝 予選7組3着11秒23(-0.5)国外日本人最高記録 |
| 2015 | 国民体育大会                          | 和歌山市                  | 1位  | 11秒39 | +0.3 | 6年連続優勝 準決勝記録11秒38(+0.0）             |
| 2016 | 日本選手権                            | 名古屋市                  | 1位  | 11秒45 | -0.2 | 7年連続優勝                                     |
| 2016 | 全日本実業団                          | 大阪                      | 1位  | 11秒57 | +0.1 | 初出場、初優勝                                  |
| 2016 | 希望郷いわて国体                      | 北上                      | 1位  | 11秒66 | +0.5 | 7年連続優勝                                     |
| 2017 | 日本選手権                            | 大阪                      | 2位  | 11秒58 | +0.2 |                                                 |
| 2017 | 南部記念陸上                          | 札幌市                    | 1位  | 11秒36 | +1.3 | 7年ぶり3回目の優勝                              |

### 200m
| 年   | 大会                        | 場所                         | 結果 | 記録   | 風速 | 備考                                           |
| ---- | --------------------------- | ---------------------------- | ---- | ------ | ---- | ---------------------------------------------- |
| 2003 | 全日本中学校選手権          | 札幌市                       | 2位  | 25秒48 | -0.9 |                                                |
| 2003 | 国民体育大会                | 袋井市                       | 4位  | 25秒61 | -1.4 | 準決勝1組                                      |
| 2004 | インターハイ                | 出雲市                       | 4位  | 25秒21 | -0.3 | 準決勝3組                                      |
| 2005 | 世界ユース選手権            | マラケシュ（モロッコ）       | 7位  | 24秒87 | +1.2 | 準決勝2組                                      |
| 2006 | インターハイ                | 大阪市                       | 3位  | 23秒81 | +0.6 |                                                |
| 2007 | 東日本実業団選手権          | 熊谷市                       | 2位  | 23秒74 | +2.7 | 追い風参考記録                                 |
| 2007 | スーパー陸上                | 横浜市                       | 4位  | 24秒30 | -3.8 |                                                |
| 2008 | 静岡国際陸上                | 袋井市                       | 1位  | 23秒13 | +2.7 | 追い風参考記録                                 |
| 2008 | 東日本実業団選手権          | 熊谷市                       | 1位  | 23秒60 | +0.8 |                                                |
| 2008 | 国民体育大会                | 大分市                       | 2位  | 23秒62 | +0.7 |                                                |
| 2009 | 静岡国際陸上                | 袋井市                       | 1位  | 23秒14 | +1.5 | 日本新記録                                     |
| 2009 | 日本選手権                  | 広島市                       | 1位  | 23秒00 | +1.7 | 日本新記録                                     |
| 2009 | 世界選手権                  | ベルリン（ドイツ）           | 4位  | 23秒40 | +0.3 | 1次予選                                        |
| 2009 | 国民体育大会                | 新潟市                       | 1位  | 23秒40 | +0.4 |                                                |
| 2010 | 静岡国際陸上                | 袋井市                       | 1位  | 22秒89 | -0.2 | 日本新記録                                     |
| 2010 | 日本選手権                  | 丸亀市                       | 2位  | 23秒57 | -1.4 |                                                |
| 2010 | アジア大会                  | 広州（中国）                 | 1位  | 23秒62 | +1.1 |                                                |
| 2011 | 静岡国際陸上                | 袋井市                       | 1位  | 23秒13 | -0.7 |                                                |
| 2011 | 大邱国際選手権              | 大邱（韓国）                 | 4位  | 23秒21 | +0.4 | 大邱スタジアム                                 |
| 2011 | 日本選手権                  | 熊谷市                       | 1位  | 23秒44 | -0.7 |                                                |
| 2011 | アジア選手権                | 神戸市                       | 1位  | 23秒49 | -2.2 |                                                |
| 2011 | 世界選手権                  | 大邱（韓国）                 | 8位  | 23秒52 | -0.7 | 準決勝1組 予選1組23秒25(-0.1)5着、全体23位通過 |
| 2012 | 静岡国際陸上                | 袋井市                       | 2位  | 23秒12 | 0.0  | 1位A.Montsho(BOT)22秒89                        |
| 2012 | 日本選手権                  | 大阪市                       | 1位  | 23秒35 | +0.1 |                                                |
| 2012 | オリンピック                | ロンドン（イギリス）         | 7位  | 24秒14 | +0.7 | 予選3組                                        |
| 2013 | 静岡国際陸上                | 袋井市                       | 2位  | 23秒32 | +1.0 |                                                |
| 2013 | 日本選手権                  | 調布市                       | 1位  | 23秒25 | +0.5 | 3年連続優勝                                    |
| 2013 | アジア選手権                | プネー（インド）             | 4位  | 23秒82 | -0.6 |                                                |
| 2013 | 世界選手権                  | モスクワ（ロシア）           | 5位  | 23秒85 | 0.0  | 予選4組                                        |
| 2014 | 日本選手権                  | 福島市                       | 1位  | 23秒79 | +1.0 | 4年連続優勝 予選:23秒66(+1.6)                  |
| 2014 | アジア競技大会              | 仁川（韓国）                 | 3位  | 23秒45 | 0.0  | 予選:23秒35(+1.2)                              |
| 2015 | 織田記念陸上                | 広島市                       | 1位  | 23秒54 | +1.7 |                                                |
| 2015 | ゴールデングランプリ川崎    | 川崎市                       | 4位  | 23秒11 | +1.0 |                                                |
| 2015 | 日本選手権                  | 新潟市                       | 1位  | 23秒23 | +0.1 | 5年連続優勝                                    |
| 2016 | Spitzen Leichtathletik 2016 | ルツェルン                   | 2位  | 23秒13 | +1.4 | タイムレースB決勝2位                           |
| 2016 | 日本選手権                  | 名古屋市                     | 1位  | 22秒88 | +1.8 | 日本新記録、6年連続優勝                        |
| 2016 | オリンピック                | リオデジャネイロ（ブラジル） | 5位  | 23秒21 | +0.5 | 予選7組                                        |
| 2017 | 日本選手権                  | 大阪                         | 5位  | 24秒01 | -0.2 | 予選記録3組1着23秒69(-0.4)                     |

### その他個人種目
| 年   | 大会           | 場所           | 種目 | 結果 | 記録   | 備考                               |
| ---- | -------------- | -------------- | ---- | ---- | ------ | ---------------------------------- |
| 2012 | 世界室内選手権 | イスタンブール | 60m  | DNS  | -      | 準決勝3組、予選：7秒29（日本記録） |
| 2013 | 国民体育大会   | 調布市         | 400m | 5位  | 56秒26 | 予選3組                            |

### リレー
| 年   | 大会                           | 場所                   | 種目      | 結果 | 記録      | チーム           | 備考                  |
| ---- | ------------------------------ | ---------------------- | --------- | ---- | --------- | ---------------- | --------------------- |
| 2002 | ジュニアオリンピック           | 横浜市                 | 4x100mR   | 4位  | 49秒39    | 北海道選抜       | 準決勝3組、3走        |
| 2004 | インターハイ                   | 出雲市                 | 4x100mR   | 5位  | 49秒00    | 帯広南商業高校   | 予選5組、4走          |
| 2004 | 国民体育大会                   | 熊谷市                 | 4x100mR   | 1位  | 45秒43    | 北海道選抜       | 大会新、3走           |
| 2005 | 世界ユース選手権               | マラケシュ（モロッコ） | メドレーR | 6位  | 2分10秒66 | 日本選抜         | 2走                   |
| 2005 | インターハイ                   | 千葉市                 | 4x100mR   | 3位  | 48秒23    | 帯広南商業高校   | 予選6組、4走          |
| 2005 | 国民体育大会                   | 岡山市                 | 4x100mR   | 1位  | 45秒28    | 北海道選抜       | 大会新、3走           |
| 2006 | 世界ジュニア選手権             | 北京（中国）           | 4x100mR   | DQ   | -         | 日本選抜         | 予選、3走             |
| 2006 | 国民体育大会                   | 秋田市                 | 4x100mR   | 1位  | 46秒00    | 北海道選抜       | 3走                   |
| 2007 | IAAFグランプリ大阪大会         | 大阪市                 | 4x100mR   | 6位  | 45秒55    | ジュニア日本選抜 | 3走                   |
| 2008 | IAAFグランプリ大阪大会         | 大阪市                 | 4x100mR   | 1位  | 44秒05    | 日本選抜         | 3走                   |
| 2008 | オリンピックプレミート         | 北京（中国）           | 4x100mR   | 1位  | 43秒67    | 日本選抜         | 日本新記録、予選、3走 |
| 2008 | オリンピックプレミート         | 北京（中国）           | 4x100mR   | 2位  | 44秒11    | 日本選抜         | 決勝、3走             |
| 2009 | IAAFグランプリ大阪大会         | 大阪市                 | 4x100mR   | 1位  | 43秒58    | 日本選抜         | 日本新記録、2走       |
| 2009 | 世界選手権                     | ベルリン（ドイツ）     | 4x100mR   | 4位  | 44秒24    | 日本選抜         | 予選、1走             |
| 2009 | 国民体育大会                   | 新潟市                 | 4x100mR   | 2位  | 45秒51    | 北海道選抜       | 4走                   |
| 2009 | アジア選手権                   | 広州（中国）           | 4x100mR   | 1位  | 43秒93    | 日本選抜         | 3走                   |
| 2010 | 国民体育大会                   | 千葉市                 | 4x100mR   | 3位  | 45秒85    | 北海道選抜       | 4走                   |
| 2010 | アジア大会                     | 広州（中国）           | 4x100mR   | 3位  | 44秒41    | 日本選抜         | 4走                   |
| 2011 | ゴールデングランプリ川崎       | 川崎市                 | 4x100mR   | 1位  | 43秒39    | 日本選抜A        | 日本新記録、3走       |
| 2011 | アジア選手権                   | 神戸市                 | 4x100mR   | 1位  | 44秒05    | 日本選抜         | 2走                   |
| 2011 | 世界選手権                     | 大邱（韓国）           | 4x100mR   | 5位  | 43秒83    | 日本選抜         | 予選3組、3走          |
| 2011 | 国民体育大会                   | 山口市                 | 4x100mR   | 1位  | 45秒39    | 北海道選抜       | 4走                   |
| 2011 | 日本選手権リレー大会           | 横浜市                 | 4x100mR   | 1位  | 44秒64    | 北海道ハイテクAC | 4走                   |
| 2012 | 静岡国際陸上                   | 袋井市                 | 4x100mR   | 1位  | 43秒79    | 日本選抜         | 大会新、3走           |
| 2012 | ゴールデングランプリ川崎       | 川崎市                 | 4x100mR   | 1位  | 44秒29    | 日本選抜A        | 3走                   |
| 2012 | オリンピック                   | ロンドン（イギリス）   | 4x100mR   | 8位  | 44秒25    | 日本選抜         | 予選1組、３走         |
| 2012 | 国民体育大会                   | 岐阜市                 | 4x100mR   | 7位  | 49秒73    | 北海道選抜       | 準決勝2組、4走        |
| 2012 | 日本選手権リレー大会           | 横浜市                 | 4x100mR   | 2位  | 45秒46    | 北海道ハイテクAC | 4走                   |
| 2013 | 国民体育大会                   | 調布市                 | 4x100mR   | 3位  | 45秒24    | 北海道選抜       | 4走                   |
| 2014 | アジア大会                     | 仁川（韓国）           | 4x100mR   | 3位  | 44秒05    | 日本選抜         | 4走                   |
| 2014 | 国民体育大会                   | 諫早市                 | 4x100mR   | 3位  | 46秒32    | 北海道選抜       | 2走                   |
| 2015 | 世界リレー                     | ナッソー（バハマ）     | 4x100mR   | DQ   | -         | 日本選抜         | 3走                   |
| 2015 | ゴールデングランプリ川崎       | 川崎市                 | 4x100mR   | 2位  | 43秒61    | 日本選抜         | 3走                   |
| 2015 | アジア選手権                   | 武漢（中国）           | 4x100mR   | 2位  | 44秒14    | 日本選抜         | 3走                   |
| 2016 | ワールドチャレンジミーティング | 北京（中国）           | 4x100mR   | 2位  | 43秒81    | 日本選抜         | 4走                   |
| 2016 | 希望郷いわて国体               | 北上                   | 4x100mR   | 3位  | 45秒64    | 北海道選抜       | 4走                   |

## 自己ベスト記録
- 60m：7秒29（2012年3月10日／2012年世界室内陸上競技選手権大会）室内日本記録
- 100m：11秒21（2010年4月29日／織田幹雄記念国際陸上競技大会）日本記録
- 200m：22秒88（2016年6月26日／名古屋日本陸上競技選手権大会）日本記録

## 日本記録
リレーを含め、日本記録を11回更新している（その他、日本タイ記録が1回）。
| 種目    | 記録   | 風速 | 場所                     | 日付          | 備考         |
| ------- | ------ | ---- | ------------------------ | ------------- | ------------ |
| 60m     | 7秒29  | -    | イスタンブール（トルコ） | 2012年3月10日 |              |
| 100m    | 11秒36 | +1.7 | 広島市（広島県）         | 2008年4月28日 | 日本タイ記録 |
| 100m    | 11秒28 | +0.8 | 鳥取市（鳥取県）         | 2009年6月7日  |              |
| 100m    | 11秒24 | +1.9 | 鳥取市（鳥取県）         | 2009年6月7日  |              |
| 100m    | 11秒21 | +1.7 | 広島市（広島県）         | 2010年4月29日 |              |
| 200m    | 23秒14 | +1.5 | 袋井市（静岡県）         | 2009年5月3日  |              |
| 200m    | 23秒00 | +1.7 | 広島市（広島県）         | 2009年6月26日 |              |
| 200m    | 22秒89 | -0.2 | 袋井市（静岡県）         | 2010年5月3日  |              |
| 200m    | 22秒88 | +1.8 | 名古屋市（愛知県）       | 2016年6月26日 |              |
| 4x100mR | 43秒67 | -    | 北京市（中国）           | 2008年5月24日 |              |
| 4x100mR | 43秒58 | -    | 大阪市（大阪府）         | 2009年5月9日  |              |
| 4x100mR | 43秒39 | -    | 川崎市（神奈川県）       | 2011年5月8日  |              |

## 関連書籍
- 『日本人が五輪100mの決勝に立つ日 (日文新書)』（中村宏之(著)、日本文芸社、2011/7、ISBN 978-4537258547）
- 『福島千里の走りを身につける！ 中村式 走力アップトレーニング』（中村宏之(著)、洋泉社、2011/9、ISBN 978-4862487926）